# Grand Prix Abú Zabí 2022
Grand Prix Abú Zabí 2022 (oficiálně Formula 1 Etihad Airways Abu Dhabi Grand Prix 2022) se jela na okruhu Yas Marina, v emirátu Abú Zabí ve Spojených arabských emirátech dne 20. listopadu 2022. Závod byl dvacátým druhým a zároveň posledním v pořadí v sezóně 2022 šampionátu Formule 1.

## Kvalifikace
| Poř.                       | No. | Jezdec           | Konstruktér           | Časy v kvalifikaci | Časy v kvalifikaci | Časy v kvalifikaci | Pořadí na startu |
| Poř.                       | No. | Jezdec           | Konstruktér           | Q1                 | Q2                 | Q3                 | Pořadí na startu |
| -------------------------- | --- | ---------------- | --------------------- | ------------------ | ------------------ | ------------------ | ---------------- |
| 1                          | 1   | Max Verstappen   | Red Bull Racing-RBPT  | 1:24.754           | 1:24.622           | 1:23.824           | 1                |
| 2                          | 11  | Sergio Pérez     | Red Bull Racing-RBPT  | 1:24.820           | 1:24.419           | 1:24.052           | 2                |
| 3                          | 16  | Charles Leclerc  | Ferrari               | 1:25.211           | 1:24.517           | 1:24.092           | 3                |
| 4                          | 55  | Carlos Sainz Jr. | Ferrari               | 1:25.090           | 1:24.521           | 1:24.242           | 4                |
| 5                          | 44  | Lewis Hamilton   | Mercedes              | 1:25.594           | 1:24.774           | 1:24.508           | 5                |
| 6                          | 63  | George Russell   | Mercedes              | 1:25.545           | 1:24.940           | 1:24.511           | 6                |
| 7                          | 4   | Lando Norris     | McLaren-Mercedes      | 1:25.387           | 1:24.903           | 1:24.769           | 7                |
| 8                          | 31  | Esteban Ocon     | Alpine-Renault        | 1:25.735           | 1:25.007           | 1:24.830           | 8                |
| 9                          | 5   | Sebastian Vettel | Aston Martin-Mercedes | 1:25.523           | 1:24.974           | 1:24.961           | 9                |
| 10                         | 3   | Daniel Ricciardo | McLaren-Mercedes      | 1:25.766           | 1:25.068           | 1:25.045           | 13               |
| 11                         | 14  | Fernando Alonso  | Alpine-Renault        | 1:25.782           | 1:25.096           |                    | 10               |
| 12                         | 22  | Júki Cunoda      | AlphaTauri-RBPT       | 1:25.630           | 1:25.219           |                    | 11               |
| 13                         | 47  | Mick Schumacher  | Haas-Ferrari          | 1:25.711           | 1:25.225           |                    | 12               |
| 14                         | 18  | Lance Stroll     | Aston Martin-Mercedes | 1:25.741           | 1:25.359           |                    | 14               |
| 15                         | 24  | Čou Kuan-jü      | Alfa Romeo-Ferrari    | 1:25.594           | 1:25.408           |                    | 15               |
| 16                         | 20  | Kevin Magnussen  | Haas-Ferrari          | 1:25.834           |                    |                    | 16               |
| 17                         | 10  | Pierre Gasly     | AlphaTauri-RBPT       | 1:25.859           |                    |                    | 17               |
| 18                         | 77  | Valtteri Bottas  | Alfa Romeo-Ferrari    | 1:25.892           |                    |                    | 18               |
| 19                         | 23  | Alexander Albon  | Williams-Mercedes     | 1:26.028           |                    |                    | 19               |
| 20                         | 6   | Nicholas Latifi  | Williams-Mercedes     | 1:26.054           |                    |                    | 20               |
| 107% času vítěze: 1:30.687 |     |                  |                       |                    |                    |                    |                  |
| Zdroj:                     |     |                  |                       |                    |                    |                    |                  |

Poznámky
1. ↑  Daniel Ricciardo obdržel penalizaci 3 míst za kolizi s Kevinem Magnussenen v předchozím závodě.

## Závod
| Poř.                                                                     | No. | Jezdec           | Konstruktér           | Počet kol | Čas/Odstoupení | Pořadí na startu | Body |
| ------------------------------------------------------------------------ | --- | ---------------- | --------------------- | --------- | -------------- | ---------------- | ---- |
| 1                                                                        | 1   | Max Verstappen   | Red Bull Racing-RBPT  | 58        | 1:27:45.914    | 1                | 25   |
| 2                                                                        | 16  | Charles Leclerc  | Ferrari               | 58        | +8.771         | 3                | 18   |
| 3                                                                        | 11  | Sergio Pérez     | Red Bull Racing-RBPT  | 58        | +10.093        | 2                | 15   |
| 4                                                                        | 55  | Carlos Sainz Jr. | Ferrari               | 58        | +24.892        | 4                | 12   |
| 5                                                                        | 63  | George Russell   | Mercedes              | 58        | +35.888        | 6                | 10   |
| 6                                                                        | 4   | Lando Norris     | McLaren-Mercedes      | 58        | +56.234        | 7                | 9    |
| 7                                                                        | 31  | Esteban Ocon     | Alpine-Renault        | 58        | +57.240        | 8                | 6    |
| 8                                                                        | 18  | Lance Stroll     | Aston Martin-Mercedes | 58        | +1:16.931      | 14               | 4    |
| 9                                                                        | 3   | Daniel Ricciardo | McLaren-Mercedes      | 58        | +1:23.268      | 13               | 2    |
| 10                                                                       | 5   | Sebastian Vettel | Aston Martin-Mercedes | 58        | +1:23.898      | 9                | 1    |
| 11                                                                       | 22  | Júki Cunoda      | AlphaTauri-RBPT       | 58        | +1:29.371      | 11               |      |
| 12                                                                       | 24  | Čou Kuan-jü      | Alfa Romeo-Ferrari    | 57        | +1 kolo        | 15               |      |
| 13                                                                       | 23  | Alexander Albon  | Williams-Mercedes     | 57        | +1 kolo        | 19               |      |
| 14                                                                       | 10  | Pierre Gasly     | AlphaTauri-RBPT       | 57        | +1 kolo        | 17               |      |
| 15                                                                       | 77  | Valtteri Bottas  | Alfa Romeo-Ferrari    | 57        | +1 kolo        | 18               |      |
| 16                                                                       | 47  | Mick Schumacher  | Haas-Ferrari          | 57        | +1 kolo        | 12               |      |
| 17                                                                       | 20  | Kevin Magnussen  | Haas-Ferrari          | 57        | +1 kolo        | 16               |      |
| 18                                                                       | 44  | Lewis Hamilton   | Mercedes              | 55        | Převodovka     | 5                |      |
| 19                                                                       | 6   | Nicholas Latifi  | Williams-Mercedes     | 55        | Kolize         | 20               |      |
| Ret                                                                      | 14  | Fernando Alonso  | Alpine-Renault        | 27        | Únik vody      | 10               |      |
| Nejrychlejší kolo: Lando Norris (McLaren-Mercedes) – 1:28.391 (44. kolo) |     |                  |                       |           |                |                  |      |
| Zdroj:                                                                   |     |                  |                       |           |                |                  |      |

Poznámky
1. ↑  Včetně bodu za nejrychlejší kolo.
2. ↑  Mick Schumacher obdržel penalizaci 5 sekund za kolizi s Nicholasem Latifim. Jeho pozice v cíli tím ale nebyla ovlivněna.
3. ↑  Lewis Hamilton byl klasifikován, jelikož odjel více než 90 % délky závodu.
4. ↑  Nicholas Latifi byl klasifikován, jelikož odjel více než 90 % délky závodu.

## Konečné pořadí po závodě
|        | Pořadí | Jezdec           | Body |
| ------ | ------ | ---------------- | ---- |
|        | 1      | Max Verstappen   | 454  |
|        | 2      | Charles Leclerc  | 308  |
|        | 3      | Sergio Pérez     | 305  |
|        | 4      | George Russell   | 275  |
| 1      | 5      | Carlos Sainz Jr. | 246  |
| Zdroj: |        |                  |      |

|        | Pořadí | Konstruktér          | Body |
| ------ | ------ | -------------------- | ---- |
|        | 1      | Red Bull Racing-RBPT | 759  |
|        | 2      | Ferrari              | 554  |
|        | 3      | Mercedes             | 515  |
|        | 4      | Alpine-Renault       | 173  |
|        | 5      | McLaren-Mercedes     | 159  |
| Zdroj: |        |                      |      |